# Франчини, Лорис
Лорис Франчини (итал. Loris Francini; род. 12 августа 1962, Сан-Марино) — политик Сан-Марино, член Христианско-демократической партии.
Дважды занимал пост капитана-регента Сан-Марино: с 1 апреля по 1 октября 1998 года вместе с Альберто Чеккетти и с 1 апреля по 1 октября 2006 года вместе с Джанфранко Теренци.
С 17 декабря 2002 по 21 февраля 2005 года был государственным секретарём (министром) по внутренним делам Сан-Марино.